# Barabás család (kézdimárkosfalvi)
A Kézdimárkosfalván lakó Barabás Gergely 1602-ben már mint nemes lófő székely esküszik Rudolf magyar király hűségére; 1614-ben pedig szintén Kézdimárkosfalván élő Barabás Mihályt és Gergelyt a primipilusok rendjében vették fel. A nemességszerzés iratai: Típus: I. Név: Barabás de Márkosfalva Mihály. Kiadó: Bethlen Gábor. 1619. 08. 07 nemességigazolás. Jelzet: F 139 - Cista diplomatica - I jelzetű productionalisok - 7. L - N°. 80. Honos: Háromszék. Pest. Birtok: N/A. Sorszám: 1b597. (Ld. még MNL OL 1301/1898. sz.) Illésy-féle családtörténeti adatbázis. Barabás de Márkosfalva Mihály.

## A márkosfalvi Barabás család címere

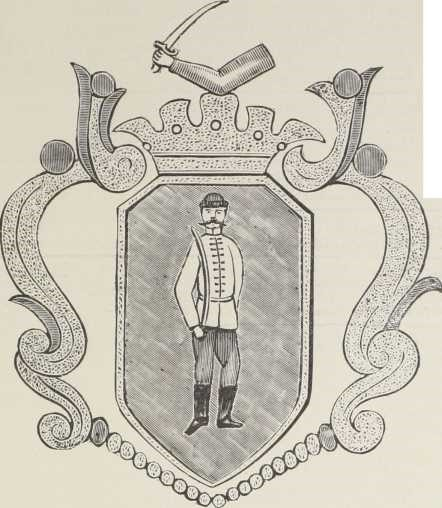
Barabás Mihály székely hadnagy címere. Adományozó. Bethlen Gábor erdélyi fejedelem. Háromszék, 1619. augusztus 7.

Kerek pajzsban lovas vitéz jobbjában karddal, a lovas előtt és a    mögött két-két szuronyos fegyvertartó katona tiszteleg.

## A márkosfalvi Barabás-családfa
BarabásMiklós felmenői:
- A1. Barabás Mihály I. székely hadnagy címeres nemeslevelet Bethlen Gábortól 1619. augusztus 7-én nyert. Barabás Mihály I. Márkosfalván 1614. február 17–18., majd 1619. július 13. is lófőként lovon lustrált. 1614. február 17–23. két zsellére mint gyalog lófők lustráltak, ezek: Borsai István és Pál Péter. 1614-ben Barabás Gergely meghalt, özvegye 1619-ben még élt.
  - B1. Mihály II. 1636–1650 tájt élt, világtalan. 1636. március 2., albisi nemesként osztozkodik Tamás testvérével. 1650. szeptember 28. Kézdimárkosfalva, beteg 1. neje Szabó Erzsébet. 2. neje márkosfalvi Sipos Kata.
    - C1. Erzsébet. Férje Török Máté

  - B2. Tamás. 1635-ben lustrál. 1650 k. még élt.
  - B3. György. Deák
  - B4. István. Neje Bod Anna. Bod Anna szülei Bod Miklós és lécfalvi Gyárfás Anna
    - C1. Ilona. Férje pávai Vajna András
    - C2. Zsuzsa. Férje angyalosi Forró István

  - B5. János I. 1645 k. Béldi János tisztje. Márosfalván élt. Neje Bod Margit. Bod Margit szülei Bod Miklós és Gyárfás Anna
    - C1. János II. 1700. elején élt. Neje Folta Ilona Kézdiszentlélekről
      - D1. Mihály I. Neje Köntzei Mária (Kézdiszentlélek, 1775. március 11.) Említve 1741-ben. 1762. január 18-án a vizitáció során consistorialis személyek Barabás Mihály, Vajna Ádám, Vajna Miklós.
      - D2. István (1710–Kézdimárkosfalva, 1784. augusztus 24.) Említve 1741-ben. 1. neje Vajna (pávai) Éva. (Páva, 1715–) Vajna Éva apja Vajna Zsigmond. 2. neje angyalosi Forró Sára (Kézdimárkosfalva, 1773. november 19.)
        - E1. Péter (1736–Kézdimárkosfalva, 1811. október 28.) Neje kovásznai Deák Ilona (1739.-Kézdimárkosfalva, 1824. december 7.)
          - F1. Antal I. (Kézdimárkosfalva, 1777. január 11. – Kézdimárkosfalva, 1835. január 17.) Neje barátfalvi Balogh Anna (Barátfalva, 1785 – Kézdimárkosfalva, 1867. április 9.)Kézdimárkosfalva, 1803. február 18. Megyebíró volt Márkosfalván, 1822–1825
            - G1. Antal II. (Kézdimárkosfalva, 1809. május 22. – Réty, 1901. november 5.) Neje zágoni Bodola Róza (Kézdimárkosfalva, 1811. február 1. – Barátos, 1888. február 24.) Neje Bodola Rozália. Esküvő 1834. április 17-én. Bodola Rozália apja Bodola Ferenc márkosfalvi református pap.

        - E2. János I. (Kézdimárkosfalva, 1735 – Kézdimárkosfalva, 1803. június 11.) 1. neje dálnoki Hadnagy  Anna (Kézdimárkosfalva, 1759. augusztus 9. 2. neje Forró György özvegye, Bárdi Krisztina (1749–Kézdimárkosfalva, 1835. április 20.) Esküvő Kézdimárkosfalva, 1786. május 15.
          - F1. János II. (1779 k. – 1823. február) 1. neje dálnoki Gaál Terézia (1780 k. – 1837 után, 1840 k.) Esküvő 1807. Gaál Terézia apja Gaál István. Gaál Terézia 2. férje dálnoki Szabó Antal. Esküvő Dálnok. 1817. január 20. 4 gyermeke született Szabó Antaltól. Barabás János II. a jobb módú nemesek közé tartozott, Márkosfalván és Feltorján bírt ingatlanokat. Az utolsó nemesi felkelésre (insurrectióra) 1809-ben, a napóleoni háborúk alatt került sor, ehhez csatlakozott Barabás János II., aki a felső fehérmegyeiekhez állt táborba, ahol főhadnagyi rangot viselt. A résztvevőknek azonban nem valami nagyon sok dolguk volt, ettek, ittak, kártyáztak, mulattak s ez okozta azt, hogy a dorbézolást Barabás János II. annyira megszokta, hogy a nemesi felkelés után is folytatta. Gaál Terézia látva az így bekövetkezendő végromlást és az ittas állapottal vele járó bánásmódtól is sokat szenvedve, Barabás Miklós fiát hat hónapos korában az ölébe vette és Márkosfalváról átgyalogolt Dálnokba. Erre az asszony, édesapja Gaál István megkezdte leánya nevében a válópert, ami 1810-ben fejeződött be. Gaál Terézia így a szülői házban talált menedéket és Márkosfalvára nem tért vissza.
            - G1. Miklós. (Kézdimárkosfalva, 1810. február 10. – Budapest, 1898. február 12. Neje Bois de Chesne Zsuzsanna (Konstanz, 1813 – Pest, 1861) Házasság Pest, 1841. Magyar festő, az első olyan, aki képes volt festészetből megélni, grafikus, fényképész, az MTA tagja. Kézdimárkosfalván, szülőhelyén kopjafát állítottak fel, amit a csernátoni Haszmann fivérek készítettek. A felírat: Ezen a helyen született Márkosfalvi Barabás Miklós festőművész, falunk nagy szülöttje 1810–1898. 1970-ben Hunyadi László marosvásárhelyi szobrász által elkészített Barabás Miklós márványszobrát állították fel a falu közepén. 2008-ban Márkosfalván a könyvtár, az általános iskola és az óvoda is róla kapta a nevét.

## Jelentősebb kézdimárkosfalvi Barabások
- Barabás Miklós (1810– 1898) erdélyi magyar festő, a Magyar Tudományos Akadémia levelező tagja, aki elsősorban portréfestőként szerzett hírnevet.

## Album

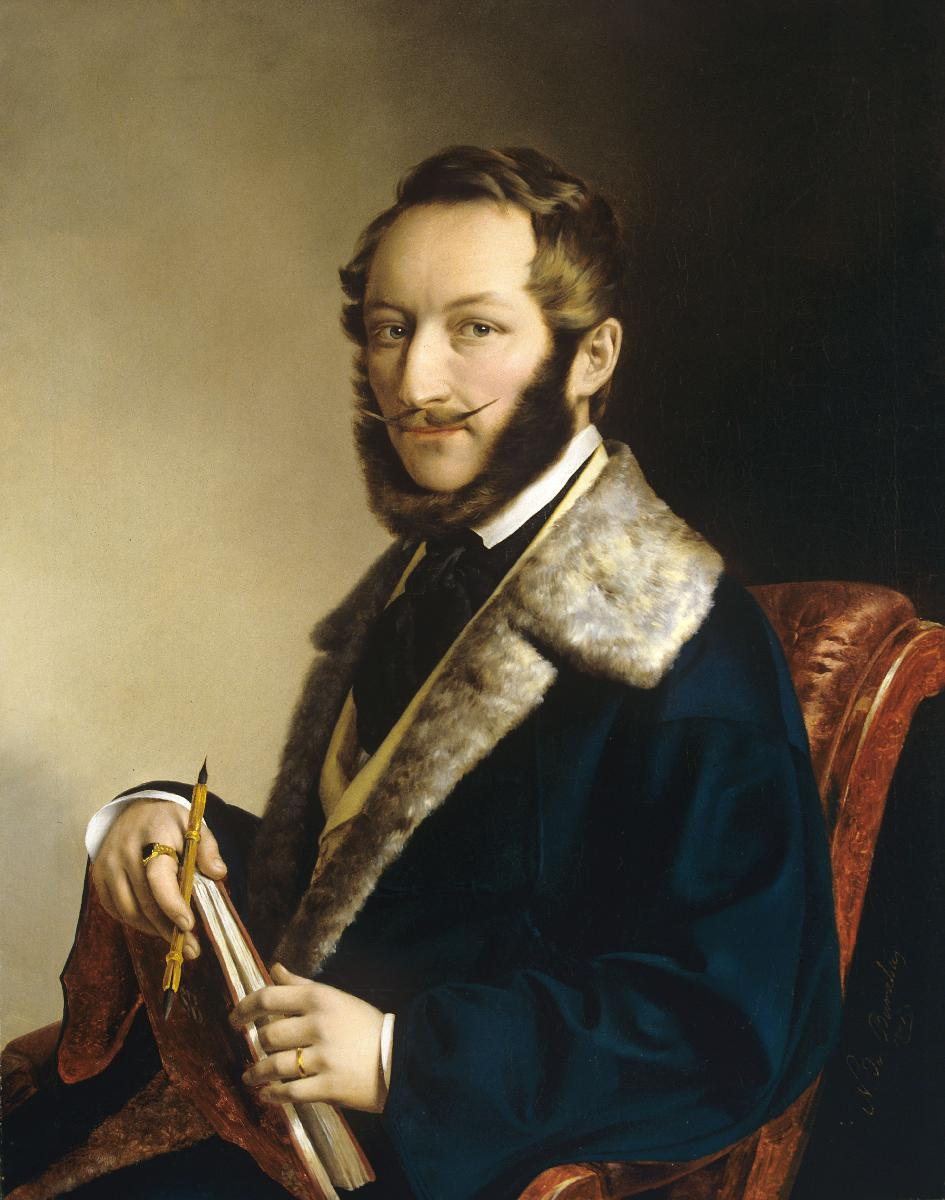
Barabás Miklós, Önarckép, 1846
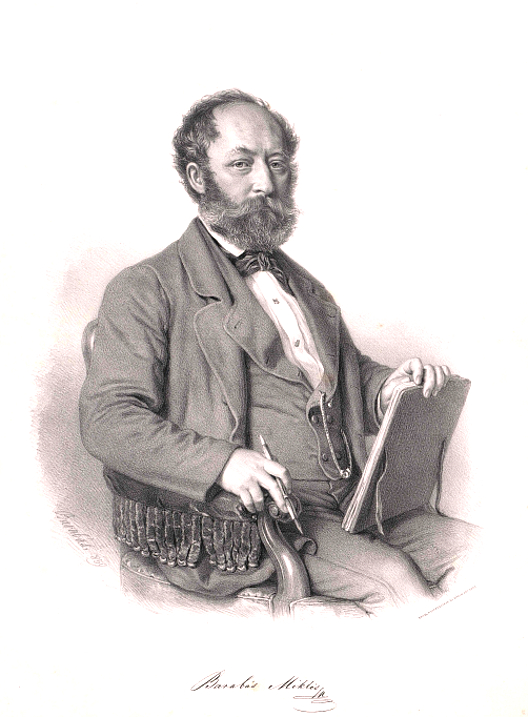
Barabás Miklós
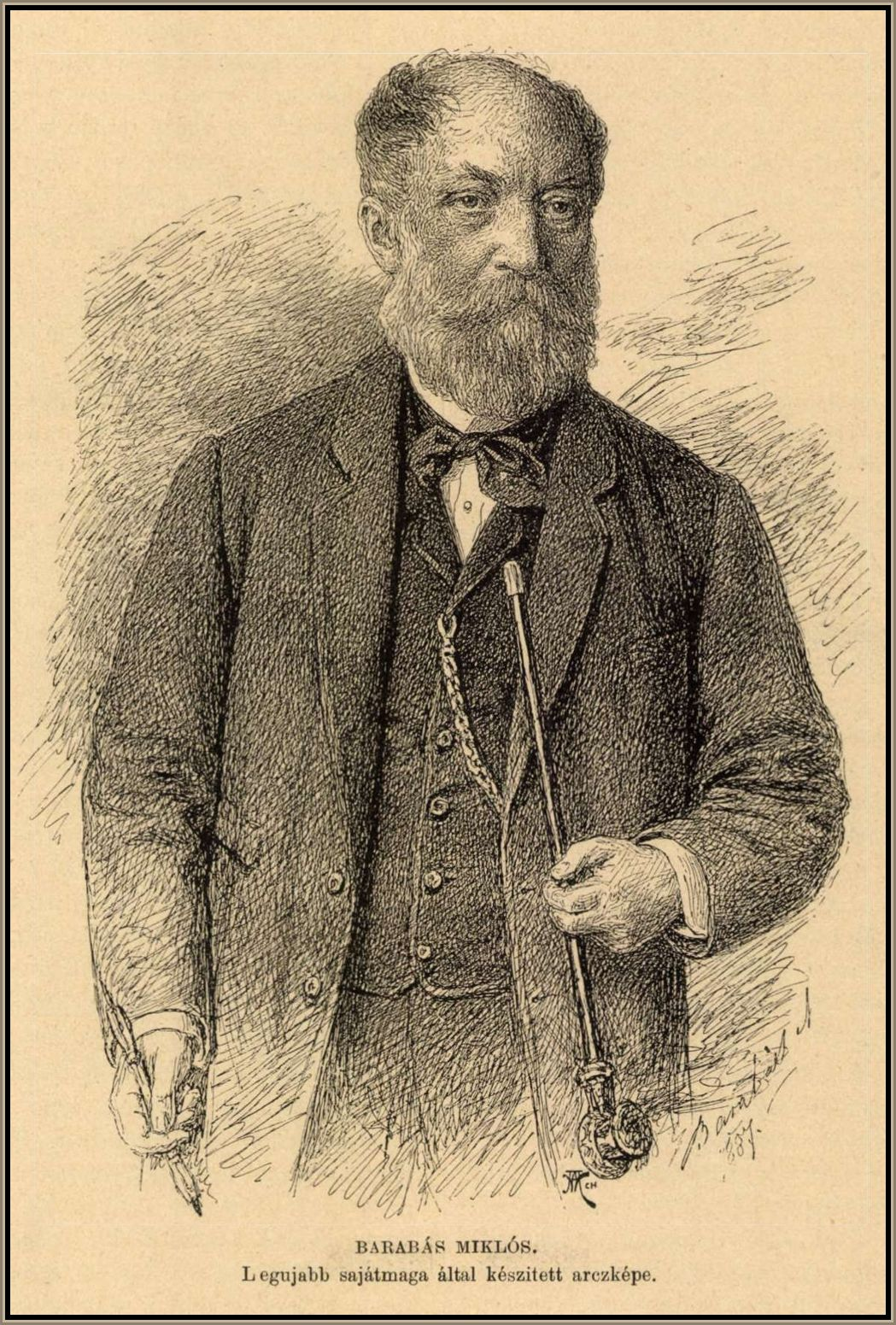
Barabás Miklós, 1887